# Ата-Бейит
Мемориальный комплекс «Ата-Бейит» в селе имени Суйменкула Чокморова в 30 км от Бишкека.

## Общие сведения
Комплекс "Ата-Бейит" (кирг. Ата-Бейит, Могила отцов») был официально открыт 30 августа 1991 года. Здесь первоначально были перезахоронены тела 137 деятелей Киргизии разных этносов, которые были расстреляны и захоронены здесь же, в развалинах печи для обжига кирпича в начале ноября 1938 года.
31 августа 1991 года парламент Киргизии объявил государственную независимость республики. Мемориальный комплекс «Ата-Бейит» был построен по инициативе первого президента Киргизии Аскара Акаева 8 июля 2000 года в память о жертвах репрессий 1930-х годов.
Целью комплекса является восстановление и сохранение исторической памяти о самых важных этапах развития киргизской государственности.
В центре комплекса расположено кладбище. 14 июня 2008 года в историко-мемориальном комплексе «Ата-Бейит» был похоронен киргизский писатель Чингиз Айтматов. В 2010 году здесь были захоронены тела погибших от пуль снайперов участников госпереворота 7 апреля 2010 года.
В 2016 году в комплексе открыли памятник героям и погибшим во время национально-освободительного восстания в 1916 году.
При комплексе действует музей.

### Репрессированные
Тела погибших были найдены благодаря признанию одного из бывших сотрудников НКВД Киргизской ССР. Отец Бубуры Кыдыралиевой, находясь при смерти в 1980 году, рассказал дочери тайну расстрела.

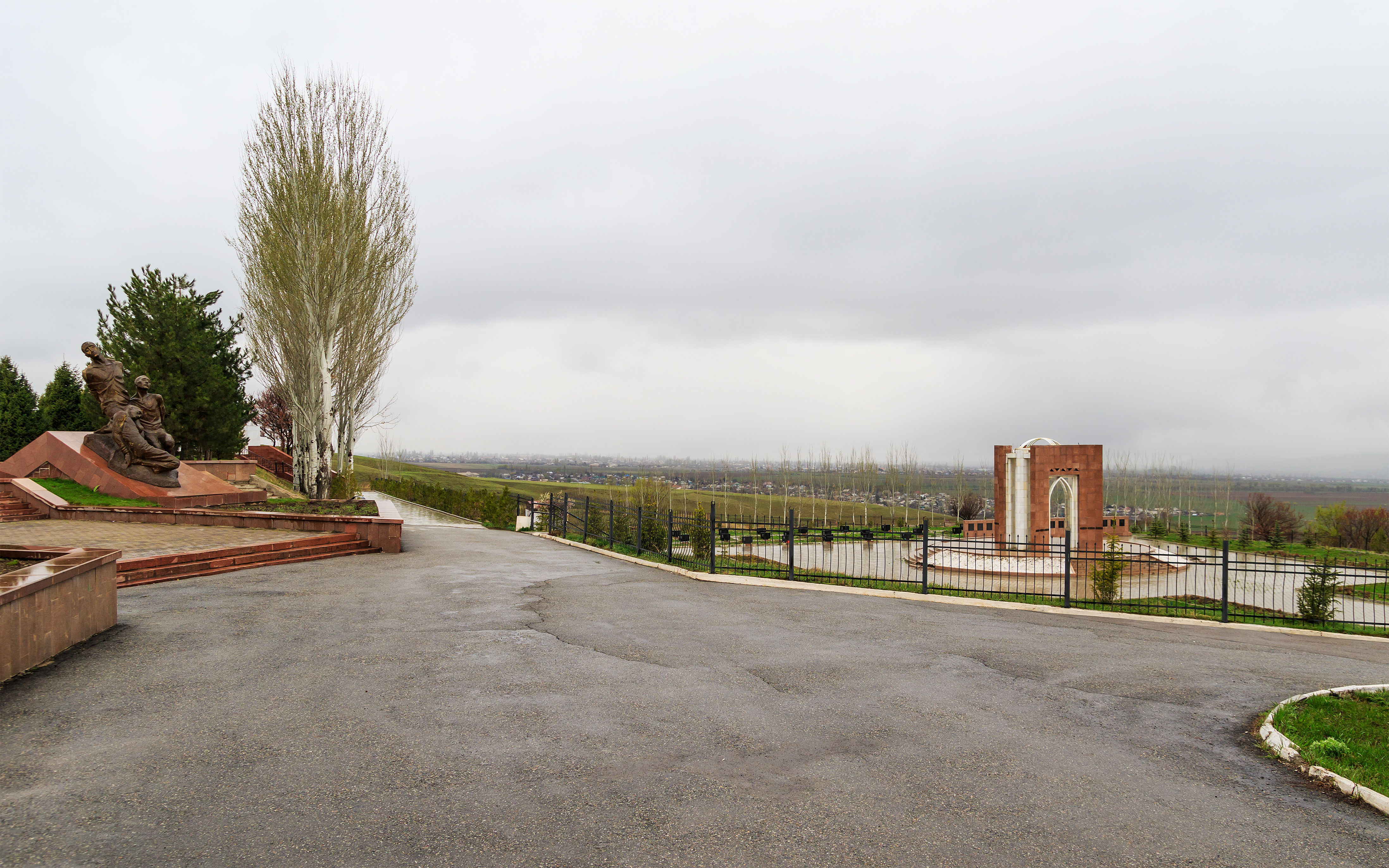
Общий вид

После своего совершеннолетия она предала эту тайну огласке. Тела были сброшены в печь для обжига кирпича на Чон-Таше. Среди них — основатели киргизского советского государства, первые наркомы.
При раскопках было обнаружено пространство размером 4×4 м на глубине 40 см, в котором находилось 137 скелетов людей, при некоторых были личные документы. После эксгумации тела перевезли на кладбище «Ата-Бейит» в 100 м от раскопок. 30 августа 1991 года состоялась государственная траурная церемония перезахоронения останков жертв, найденных на Чон-Таше. На следующий день, 31 августа 1991 года, была провозглашена независимость Киргизии.
С правой стороны музея расположена мемориальная доска, на которой выгравированы имена погибших. 
8 ноября в Киргизии отмечается как день памяти жертв репрессий 1937—1938 годов. 
В музее МК «Ата Бейит» хранятся личные вещи и архивные материалы репрессированных.

## Описание части монумента
В комплексе захоронены тела 138 киргизстанцев 19 национальностей, в том числе председатели Совета Народных комиссаров Киргизской ССР Ю. Абдрахманов, Б. Исакеев, секретарь Киробкома Т. Айтматов, народный комиссар земледелия Э. Эсенаманов, народный комиссар просвещения Касым Тыныстанов и многие руководители партии. Чон-Таш — единственное в Киргизии документально установленное место преступлений
Комплекс «Ата-Бейит» является структурным подразделением мэрии г. Бишкек. Площадь комплекса составляет 2 га. В состав комплекса входят скульптурная композиция и музей, печь по обжигу кирпича — место, где были расстреляны и первоначально захоронены 137 человек; памятник-мемориал.
В музее «Ата-Бейит» на площади 400 м² представлены документы и фотографии политического развития Киргизии 1920—30-х годов, материалы о жертвах Чон-Ташского захоронения. Авторы экспозиции музея — научные сотрудники Государственного исторического музея А. Исраилова, О. Ильинская, К. Кималаев.

## Основные задачи
- Эксплуатационные маршруты, обзорные и тематические экскурсии
- Дни специализированного обслуживания отрасли промышленности, школьников, учащихся ВУЗов, ССУЗов и воинов
- Специальные политико-воспитательные мероприятия для молодежи

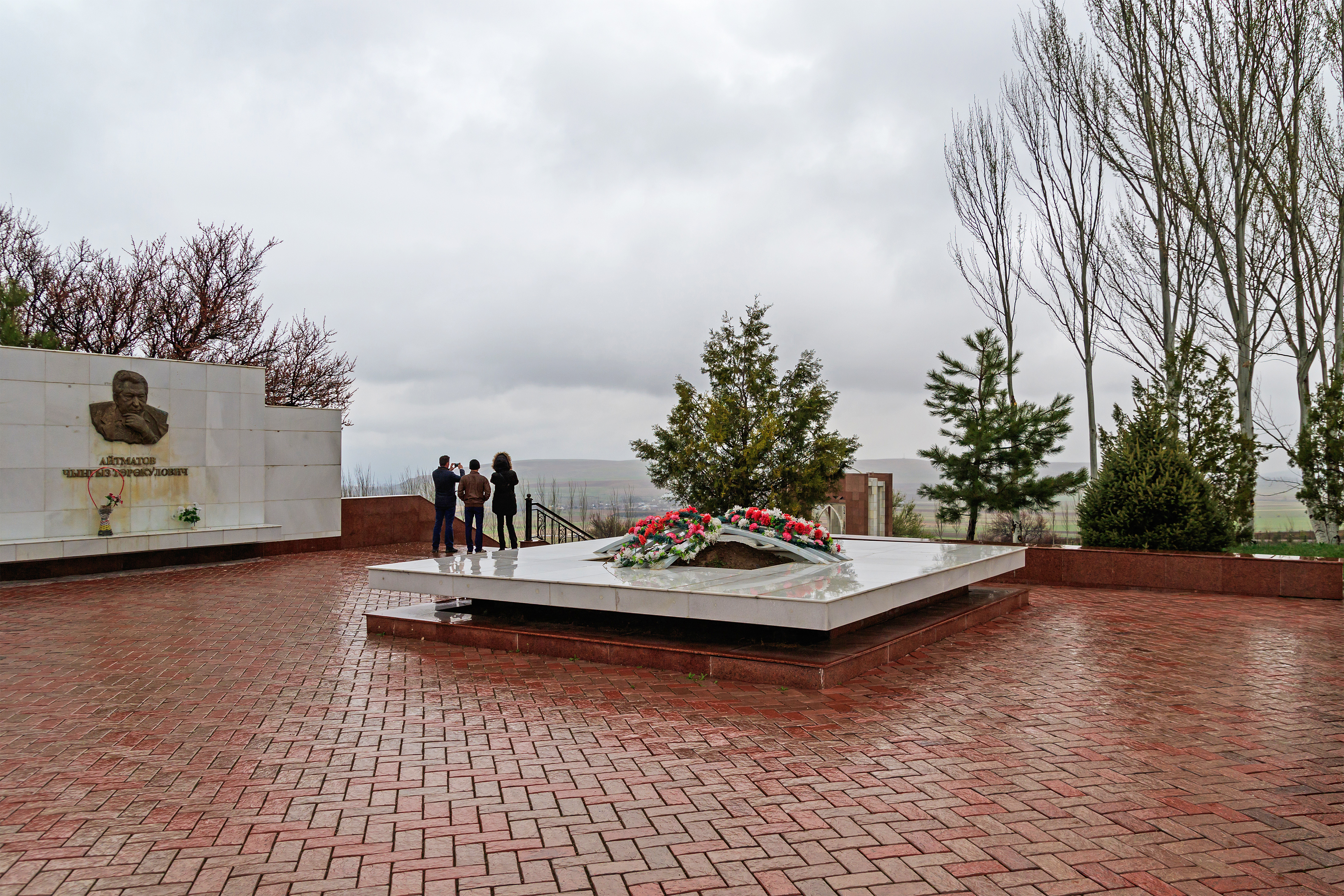
Место захоронения Ч. Айтматова